# فرانکفورت (شهرک، نیویورک)
فرانکفورت (به انگلیسی: Frankfort) یک منطقهٔ مسکونی در ایالات متحده آمریکا است که در نیویورک واقع شده‌است. فرانکفورت ۹۴٫۶۱ کیلومتر مربع مساحت و ۷٬۶۳۶ نفر جمعیت دارد.